# Tahar Chaïbi

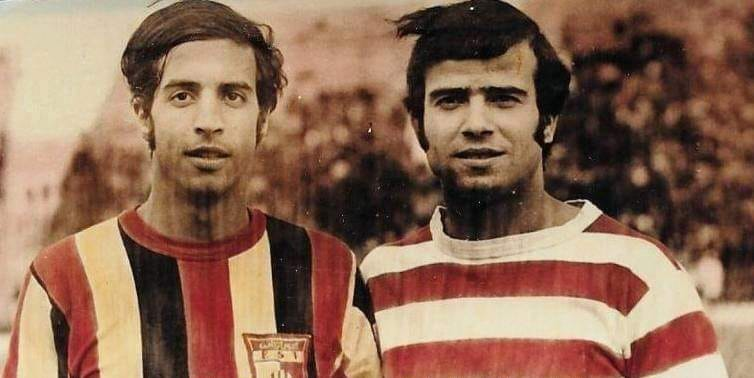
Tahar Chaïbi (rechts) und Abdelmajid Ben M'rad von Espérance Tunis vor einem Hauptstadtderby in den Siebzigern

Tahar Chaïbi (arabisch الطاهر الشايبي, DMG aṭ-Ṭāhir aš-Šāyibiyy; * 17. Februar 1946 in Tunis; † 29. April 2014) war ein tunesischer Fußballspieler.

## Sportlicher Werdegang

### Vereinskarriere
Tahar Boy, wie ihn seine Kindheitsfreunde nannten, wuchs im Stadtviertel Bab Jedid auf. Er begeisterte sich seit seiner Kindheit für den Fußball und widmete ihm den größten Teil seiner Zeit und seines Interesses. Tahar Chaïbi schloss sich im Alter von dreizehn Jahren Club Africain Tunis an und spielte zwischen 1959 und 1975 für den Verein aus seiner Geburtsstadt.
Die Öffentlichkeit entdeckte sein Talent während des Endspiels des tunesischen Juniorenpokals, das 1963 gegen den Stadtrivalen Espérance Tunis mit 3:0 gewonnen wurde. Unter anderem durch ein Tor von Chaïbi.
Am 6. Oktober 1963 bestritt er im Alter von siebzehn Jahren sein erstes Match für die erste Mannschaft. Auf Anhieb erzielte er beim 5:0-Sieg gegen Sfax Railways Sports sein erstes Tor. Mit seinem Kindheitsfreund Sadok Sassi, genannt Attouga, leistete er einen wertvollen Beitrag um Club Africain wieder auf die Erfolgsspur zu bringen. Der Klub war seit der Unabhängigkeit des Landes (1956) im Meisterschaftsrennen erfolglos und musste sich 1956 und 1963 im Pokalfinale geschlagen geben.
Chaïbi sorgte mit seiner in seiner Premierensaison mit seiner Geschwindigkeit und Durchschlagskraft Furore und erregte schnell landesweites Aufsehen. In der ersten Profisaison gewann er die tunesische Meisterschaft. Trotz seines jungen Alters gehörte er bei achtzehn von zweiundzwanzig Spielen zur Startelf. Er beendete die Saison mit fünf Toren und trug wesentlich zum Gewinn der Meisterschaft 1963/64 bei.

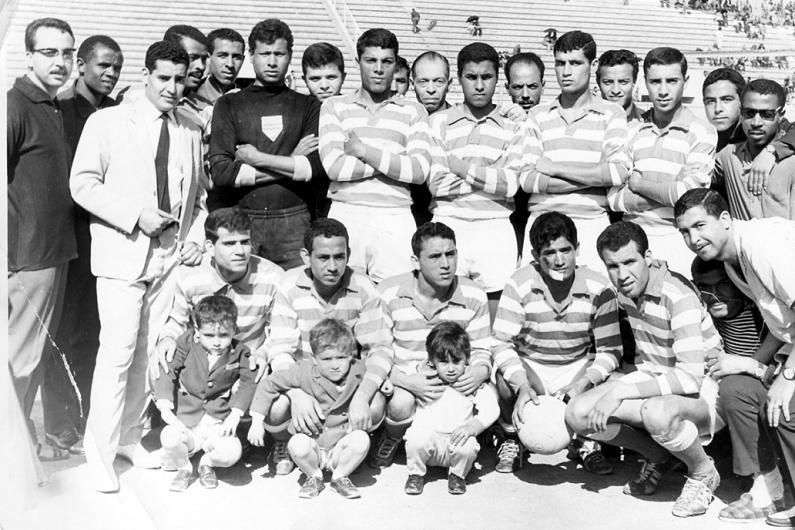
Die Meistermannschaft der Saison 1963/64. Tahar Chaïbi ist der erste in der unteren Reihe (v. links)

Insgesamt gewann er mit Club Africain vier Mal die Championnat de Tunisie sowie sieben Mal den Coupe de Tunisie. Hinzu kamen internationale Titel mit dem Gewinn des Maghreb Cup Winners Cup 1971 und dem zweimaligen Erfolg beim Maghreb Champions Cup, den der Verein 1974 bis 1976 drei Mal in Folge gewann. In seiner Vereinskarriere erzielte Chaïbi in 261 Spielen 53 Tore.

### Nationalmannschaft
Zwischen 1965 und 1972 spielte Chaïbi für die tunesische Nationalmannschaft. Unter Trainer Mokhtar Ben Nacef erreichte er mit der Landesauswahl bei der Afrikameisterschaft 1965 das Endspiel, das gegen Ghana nach Verlängerung verloren ging.
Sein Debüt bestritt er bei einem Testspiel zwischen Tunesien und dem ungarischen Rekordmeister Ferencváros Budapest. Das Spiel im Stade Chedli Zouiten endete torlos. Acht Tage später bestritt er sein erstes offizielles Spiel gegen Marokko. Am 2. Mai 1965 erzielte beim Auswärtsspiel in Casablanca das einzige Tor und verhalf seinem Team zum Sieg gegen den nordafrikanischen Rivalen.

## Erfolge
- Tunesischer Meister (4): 1964, 1967, 1973, 1974

- Tunesischer Pokalsieger (7): 1965, 1967, 1968, 1969, 1970, 1972, 1973

- Tunesischer Supercupsieger (2): 1968, 1970

- Maghreb Pokal der Landesmeister (2): 1974, 1975

- Maghreb Pokal der Pokalsieger (1): 1970